# ウィルソン商
ウィルソン商（ウィルソンしょう、Wilson quotient）とは、自然数 p に対して以下の式で定義される W(p) のことである。
{\displaystyle W(p)={\frac {(p-1)!+1}{p}}}
もし p が素数ならば、ウィルソンの定理によりウィルソン商は整数となる。逆に p が合成数ならば、ウィルソン商は整数にはならない。
p が素数のときのウィルソン商を、p が小さい順に列記すると、
1, 1, 5, 103, 329891, 36846277, 1230752346353, 336967037143579, … となる。

また、もしウィルソン商が p で割り切れる、つまり {\displaystyle {\frac {(p-1)!+1}{p^{2}}}} が整数のとき、p はウィルソン素数と呼ばれる。